# Jędrzejewo (gromada)
Jędrzejewo – dawna gromada, czyli najmniejsza jednostka podziału terytorialnego Polskiej Rzeczypospolitej Ludowej w latach 1954–1972.
Gromady, z gromadzkimi radami narodowymi (GRN) jako organami władzy najniższego stopnia na wsi, funkcjonowały od reformy reorganizującej administrację wiejską przeprowadzonej jesienią 1954 do momentu ich zniesienia z dniem 1 stycznia 1973, tym samym wypierając organizację gminną w latach 1954–1972.
Gromadę Jędrzejewo z siedzibą GRN w Jędrzejewie utworzono – jako jedną z 8759 gromad na obszarze Polski – w powiecie pilskim w woj. poznańskim, na mocy uchwały nr 38/54 WRN w Poznaniu z dnia 5 października 1954. W skład jednostki weszły obszary dotychczasowych gromad Jędrzejewo i Wielka Bieda ze zniesionej gminy Jędrzejewo w tymże powiecie. Dla gromady ustalono 14 członków gromadzkiej rady narodowej.
1 stycznia 1958 do gromady Jędrzejewo włączono miejscowości Bukowiec, Gajewo i Pijanica ze zniesionej gromady Bukowiec w tymże powiecie.
1 stycznia 1959 powiat pilski przemianowano na trzcianecki.
1 stycznia 1960 do gromady Jędrzejewo włączono miejscowość Zielonowo ze zniesionej gromady Nowe Dwory w tymże powiecie.
Gromada przetrwała do końca 1972 roku, czyli do kolejnej reformy gminnej.